# 상록구
상록구(常綠區)는 대한민국 경기도 안산시 동부에 있는 구이다. 동쪽으로는 군포시·안양시, 서쪽으로는 단원구, 남쪽으로는 수원시, 북쪽으로는 시흥시와 접한다. 서울에서 30km 반경 남서부에 위치한다.

## 개요

### 명칭 유래
심훈의 소설 《상록수》의 공간 배경 및 주인공 '채영신'의 모델이 되었던 계몽운동가 최용신이 실제 활동한 지역이 상록구 중앙부의 본오동 일대라는 데에서 유래되었다. 참고로 상록구에는 소설 제목인 《상록수》에서 유래된 한국철도공사 안산선의 역인 상록수역도 존재한다.

### 역사
- 2002년 11월 1일: 상록구가 설치되었다.[5]

| 행정구역 | 법정구역                                           |
| -------- | -------------------------------------------------- |
| 일동     | 일동(一洞), 이동(二洞)                             |
| 사1동    | 사동(四洞)                                         |
| 사2동    | 사동(四洞)                                         |
| 본오1동  | 본오동(本五洞) 일부, 팔곡이동(八谷二洞)            |
| 본오2동  | 본오동 일부                                        |
| 본오3동  | 본오동 일부                                        |
| 부곡동   | 부곡동(釜谷洞) 일부                                |
| 월피동   | 양상동(楊上洞), 부곡동 일부, 월피동(月陂洞)        |
| 성포동   | 성포동(聲浦洞)                                     |
| 반월동   | 팔곡일동(八谷一洞), 건건동(乾乾洞), 사사동(沙士洞) |
| 안산동   | 수암동(秀巖洞), 장상동(獐上洞), 장하동(獐下洞)     |
- 2004년 7월 1일: 일동에서 이동을 분동하였다.[6]

| 행정구역 | 행정구역 | 법정구역        |
| 개편 전  | 개편 후  | 법정구역        |
| -------- | -------- | --------------- |
| 일동     | 일동     | 일동 일부       |
| 일동     | 이동     | 일동 일부, 이동 |
- 2007년 2월 22일: 사1동에서 사3동을 분동하였다.[7]
- 2017년 7월 1일: 사1동을 사동으로, 사2동을 사이동으로, 사3동을 해양동으로 개칭했다.[8]

## 지리
상록구의 지형은 내륙 쪽으로 비교적 완경사를 이루고 있다. 북부에는 광덕산과 마산의, 남부에는 나봉산과 칠보산의 낮은 구릉성 산지가 이어진다.

## 행정 구역

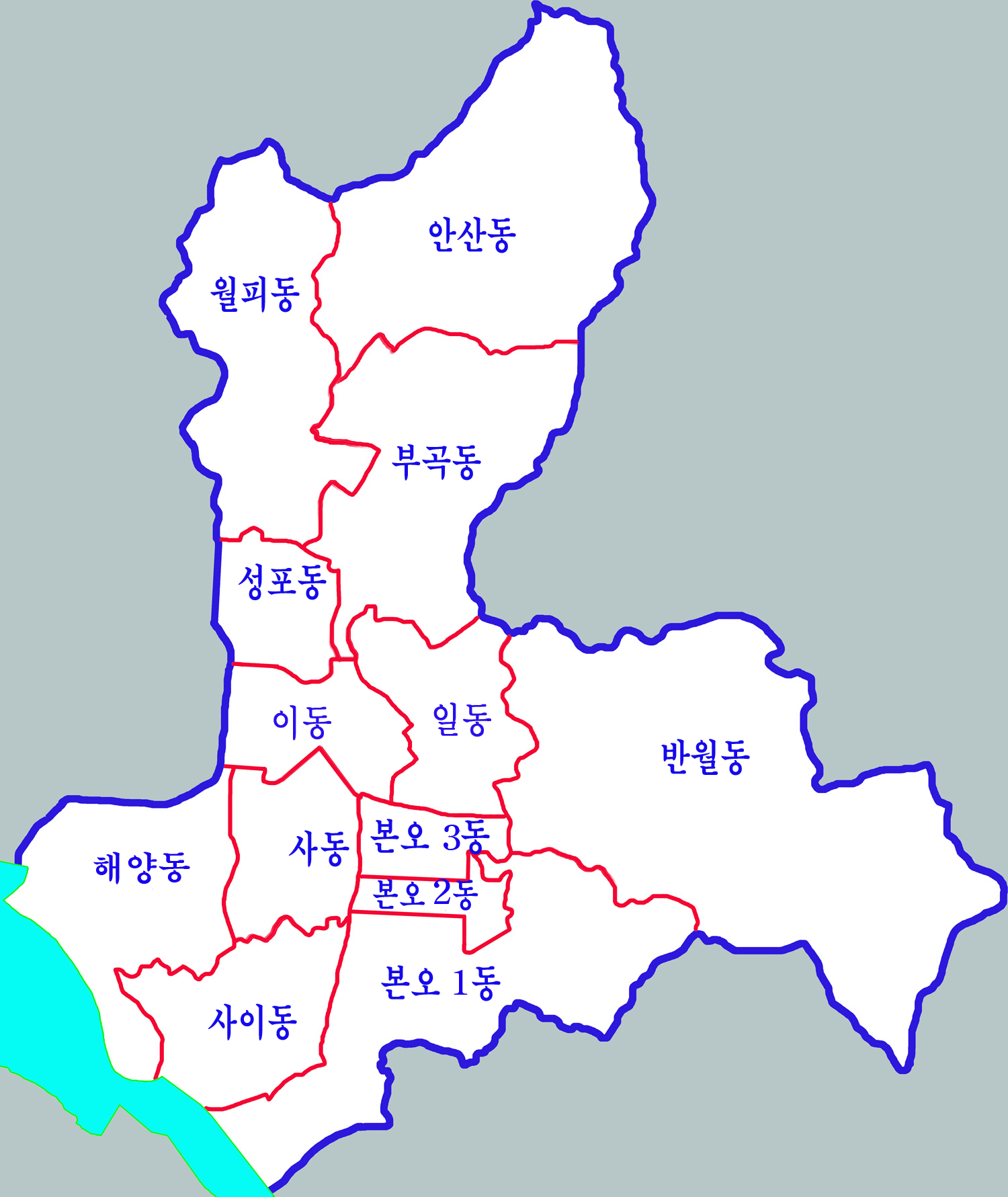
상록구 행정구역

| 행정동  | 한자    | 면적 (km2) | 인구 (명) | 세대    |
| ------- | ------- | ---------- | --------- | ------- |
| 일동    | 一洞    | 2.74       | 28,258    | 11,716  |
| 이동    | 二洞    | 2.09       | 28,988    | 14,526  |
| 사동    | 四洞    | 2.34       | 38,752    | 17,575  |
| 사이동  | 四二洞  | 3.65       | 35,761    | 12,854  |
| 해양동  | 海洋洞  | 3.68       | 19,833    | 7,143   |
| 본오1동 | 本五1洞 | 6.49       | 43,591    | 18,623  |
| 본오2동 | 本五2洞 | 0.82       | 30,631    | 11,889  |
| 본오3동 | 本五3洞 | 1.10       | 23,437    | 9,747   |
| 부곡동  | 釜谷洞  | 5.98       | 24,243    | 9,631   |
| 월피동  | 月陂洞  | 5.80       | 45,366    | 17,884  |
| 성포동  | 聲浦洞  | 1.70       | 26,652    | 8,892   |
| 반월동  | 半月洞  | 13.25      | 20,266    | 8,101   |
| 안산동  | 安山洞  | 8.35       | 10,079    | 4,101   |
| 상록구  | 常綠區  | 57.99      | 375,857   | 152,682 |

 * 인구·세대는 2016년 12월 31일 주민등록 기준, 면적은 2013년 12월 31일 기준

## 인구
안산시 상록구의 연도별 인구(내국인) 추이
| 연도   | 총인구    |  |
| ------ | --------- |  |
| 2005년 | 353,758명 |  |
| 2010년 | 373,546명 |  |
| 2015년 | 383,508명 |  |

## 교통

### 전철
- 수도권 전철 4호선(한국철도공사 관할의 안산선) 
  - 한대앞역 → 상록수역 → 반월역
- 수도권 전철 수인·분당선(한국철도공사 관할의 수인선) 
  - 한대앞역 → 사리역

## 같이 보기
- 안산시
- 단원구